# Medalha Minkowski
A Medalha Minkowski (em alemão:  Minkowski-Medaille) é um prêmio da Associação dos Matemáticos da Alemanha (Deutsche Mathematiker-Vereinigung - DMV) por notáveis realizações científicas em matemática. É concedido a cada dois anos, alternando com a Medalha Cantor. É uma homenagem a Hermann Minkowski e dotada com 2000 euros.
Em setembro de 2020 a DMV concedeu a medalha recém-criada pela primeira vez na cerimônia da conferência anual da DMV na Universidade Técnica de Chemnitz por ocasião do seu 130º aniversário.

## Recipientes
- 2020: Moritz Kerz[2]